# El triple campeón revela sus secretos
El triple campeón revela sus secretos, littéralement en français : Le triple champion révèle ses secrets, est une série de quatorze articles sur Ramón  Hoyos, écrit par le romancier, nouvelliste et journaliste colombien Gabriel García Márquez, prix Nobel de littérature en 1982.

## Résumé
Dans les années 1950, la gloire de Ramón  Hoyos dans le monde du cyclisme attire l'attention de Gabriel García Márquez qui décide d'écrire pour le journal El Espectador, en 1955, quatorze articles sur sa vie sportive. Pour cela, l'écrivain s'appuie sur des interviews en face-à-face avec le cycliste. L'histoire, intitulée « El triple campeón revela sus secretos », est racontée à la première personne du singulier afin de donner l'impression qu'il s'agit d'extraits d'une autobiographie.
L'ouvrage est réédité en français en 2020.

## Chapitres
1. El triple campeón revela sus secretos[4]
2. Todo por veinte centavos[5]
3. ¡ Han matado a Ramón Hoyos ![6]
4. Triunfo por falta de frenos[7]
5. La mayor tontería de mi vida[8]
6. La catástrofe de La Pintada[9]
7. ¡ … A la vuelta a Colombia ![10]
8. Un cabo decidió mi carrera[11]
9. Primera etapa ganada[12]
10. Consejos a un joven ciclista[13]
11. La ovación en Antioquia[14]
12. Empieza duelo con Forero[15]
13. Secretos de la IV Vuelta[16]
14. Al conocer la tragedia[17]